# Patricia Boyle

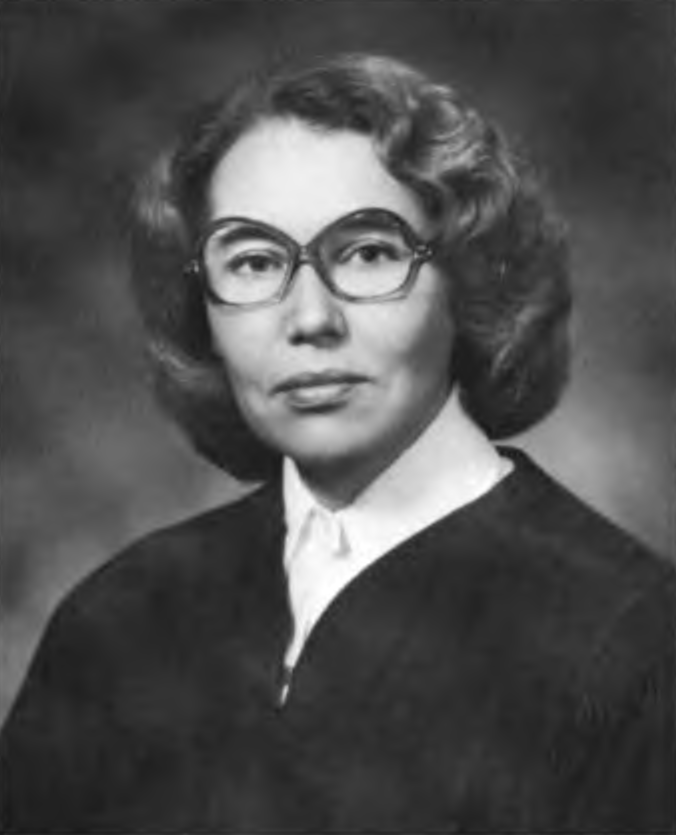
Juristin Patricia Jean Boyle im Jahr 1990.

Patricia Jean Ehrhardt Pernick Boyle (* 31. März 1937 in Detroit, Michigan; † 13. Januar 2014 in Fort Myers, Florida) war eine US-amerikanische Juristin. Nach ihrer Berufung durch Präsident Jimmy Carter fungierte sie von 1978 bis zu ihrem Rücktritt im Jahr 1983 als Bundesrichterin am Bundesbezirksgericht für den östlichen Distrikt von Michigan.

## Werdegang
Nach Abschluss ihrer Schulausbildung besuchte Patricia Boyle die Wayne State University in ihrer Heimatstadt Detroit, an der sie 1963 den Bachelor of Arts und den Juris Doctor erwarb. Daraufhin trat sie als juristische Mitarbeiterin zunächst in die Dienste einer Detroiter Anwaltskanzlei, ehe sie von 1964 bis 1965 in gleicher Funktion für Thaddeus M. Machrowicz, einen Richter am Bundesbezirksgericht für den östlichen Distrikt von Michigan und ehemaligen Kongressabgeordneten, tätig war. Zwischen 1965 und 1970 fungierte Boyle als stellvertretende Bundesstaatsanwältin für den östlichen Distrikt von Michigan; danach war sie von 1970 bis 1976 stellvertretende Staatsanwältin im Wayne County im Rang eines Director of Research Training and Appeals. Von 1976 bis 1978 amtierte sie als Richterin am Recorders’ Court von Detroit, einem städtischen Gericht mit begrenzter Zuständigkeit.
Am 25. Juli 1978 wurde Boyle durch Präsident Carter als Nachfolgerin von Damon Keith zur Richterin am United States District Court for the Eastern District of Michigan ernannt. Nach der Bestätigung durch den US-Senat, die am 22. September desselben Jahres erfolgte, konnte sie am Tag darauf ihr Amt antreten. Sie legte es am 20. April 1983 nieder, nachdem sie als Richterin an den Michigan Supreme Court berufen worden war. Ihre Nachfolge als Bundesrichter trat George E. Woods an. Die ordentliche Wahl zur Richterin am Obersten Gerichtshof ihres Heimatstaates fand 1986 statt; im Jahr 1990 wurde sie für eine weitere achtjährige Amtszeit wiedergewählt, ehe sie 1998 in den Ruhestand ging.
Patricia Boyle war Mitglied der Demokratischen Partei, übte aber nie ein politisches Amt aus. Außerdem gehörte sie über viele Jahre der NAACP an und wurde im Oktober 1986 in die Michigan Women’s Hall of Fame aufgenommen. Sie erlag am 13. Januar 2014 während eines Verwandtenbesuchs in Florida den Folgen einer Ateminsuffizienz und wurde auf dem Memorial Cemetery in Commerce beigesetzt.